# Kerlaz
Kerlaz – miejscowość i gmina we Francji, w regionie Bretania, w departamencie Finistère.
Według danych na rok 1990 gminę zamieszkiwało 729 osób, a gęstość zaludnienia wynosiła 64 osoby/km² (wśród 1269 gmin Bretanii Kerlaz plasuje się na 705. miejscu pod względem liczby ludności, natomiast pod względem powierzchni na miejscu 790.).